# دهستان چاه‌مبارک
دهستان چاه‌مبارک، یکی از دهستان‌های بخش چاه‌مبارک شهرستان عسلویه در استان بوشهر ایران است. مرکز این دهستان، شهر چاه‌مبارک است.

## جمعیت
بر پایه سرشماری عمومی نفوس و مسکن در سال ۱۳۹۵، جمعیت دهستان چاه‌مبارک برابر با ۷٬۱۱۰ نفر بوده‌است.